# Gillet Herstal
Gillet of Gillet Herstal is een historisch merk van motorfietsen.
De bedrijfsnaam was S.A. des Atéliers Gillet, Herstal. Er werden motorfietsen geproduceerd van 1919 tot 1958.

## Voorgeschiedenis
Gillet was een Belgisch motormerk dat aanvankelijk 350cc- en 500cc-motoren met eigen motorblok en 750cc- en 1000cc-MAG-motoren maakte. Oprichter Leon Gillet was boekhouder, en had al vóór de Eerste Wereldoorlog plannen voor de productie van motorfietsen. In 1919 kon hij hier eindelijk mee beginnen. Dit gebeurde in de ex-werkplaatsen van Pescatore/Auto-Mixte.

## Motorfietsen
De eerste Gillet-blokken waren door Fernand Laguesse ontworpen 3pk-tweetakten met een cilinderinhoud van 300 cc. In 1920 volgde al een 750cc-model, voorzien van een MAG-V-twin. In 1922 kwam hiervan een 1000cc-model op de markt. Laguesse bleef intussen de tweetaktmotoren verbeteren. Hij kwam in 1922 met een 350cc-model met een roterende inlaat. Na een wereldreis van Robert Sexé en Henry Andrieu in 1926 kreeg dit model de naam "Tour du Monde". De beide motorfietsen werden na deze 25.000 km lange tocht nog gebruikt tot ze een km-stand van resp. 130.000 en 150.000 hadden bereikt. Zelfs voor moderne viertakt- motorfietsen is dit een behoorlijke levensduur.
Toch had men bij Gillet kennelijk meer fiducie in viertaktmotoren: in 1926 werd Armand Laguesse, de broer van Fernand, in dienst genomen om viertakten te ontwikkelen. Hij kwam direct met een zeer mooi 500cc-blok: de Gillet Super Sport. Fernand Laguesse werd in 1927 ontslagen omdat hij te veel geld stak in de ontwikkeling van een nieuwe tweetaktmotor (zie: wedstrijdmotoren). Hij begon zijn eigen merk (Lamoco). Ook in 1927 kocht Gillet Herstal het Franse bedrijf Ets. Gérkinet & Co in Jeumont op, om zo in Frankrijk onder de naam Géco-Herstal motorfietsen te kunnen bouwen en de invoerrechten te omzeilen. De Super Sport kwam als wedstrijdmotor beschikbaar en in de volgende jaren volgde een reeks van sportieve successen, waaronder diverse wereldrecords en overwinningen in de Bol d'Or.
In 1928 kwam ir. Marcel van Oirsbeek van FN naar Gillet. Hij ontwikkelde in 1929 een prachtige 500cc-viertaktmotor met een koningsas, gebaseerd op de viertakt van Armand Laguesse. Toch werden er in de volgende jaren ook zijklepmotoren geproduceerd, vooral voor zijspangebruik. Door grote sportieve successen nam de vraag naar Gillet-motorfietsen - tot aan de grote depressie - enorm toe. Tijdens de crisisjaren werden weer lichte tweetakten gebouwd.
Tijdens de Tweede Wereldoorlog bleef Gillet (in tegenstelling tot bijvoorbeeld FN) motorfietsen produceren, maar wel op kleine schaal. Hierna kwamen de modellen van vóór de oorlog weer op de markt.
Na 1945 bouwde men tweetakten en een 720cc-paralleltwin. In 1951 had Gillet weer een gamma van 18 (!) modellen. Wellicht te veel, want al deze verschillende modellen (tweetakten van 100, 125, 150 en 250 cc, viertakten van 250, 300, 350, 400 en 500 cc, vaak zowel in kop- als zijklepuitvoering) waren duur om te ontwikkelen en te produceren. Tot 1955 werd de modellenlijn zelfs nog uitgebreid. Vanaf 1955 ging het echter snel achteruit. In 1958 werd de motorfietsenproductie beëindigd. Bij Saroléa werden tot 1960 uit de overgebleven voorraden nog enkele Gillet-motorfietsen gebouwd.

### Badge engineering
Vanaf 1955 ging het hard bergaf met de Belgische motorindustrie. Gillet wisselde modellen uit met FN en Saroléa. Er werden ook Franse Bernardet-scooters, waarvan Gillet in eerste instantie alleen dealer was, in eigen huis verbeterd. Net als bij FN werden ook bij Gillet Royal Nord-bromfietsen geproduceerd en van een eigen tanklogo voorzien. De eigen modellenlijn werd drastisch ingekrompen. Overigens had Gillet al in 1931 een omgekeerde vorm van Badge-engineering toegepast met Royal Nord. De eerste motorfietsjes van dit merk waren Gillet-modellen met een ander tanklogo.

### Wedstrijdmotoren
In 1921 won Jean Kicken de Grote Prijs van België met een opgevoerde Gillet-tweetaktmachine. Fernand Laguesse ontwikkelde een bijzondere tweetakt-racemotor, de 2PO (2 Pistons Opposés). Deze had een dubbelzuigermotor die volgens het Junkers-principe werkte, met twee tegenover elkaar liggende zuigers, maar één krukas met drie kruktappen: de derde zuiger diende als compressor (vergelijkbaar met de - veel - latere DKW-racers). De machine was weliswaar snel, maar ook uitermate onbetrouwbaar. Voor Leon Gillet was dit peperdure project de reden om Laguesse in 1927 te ontslaan… Bovendien liet hij de machine door René Milhoux (niet de minste in de Belgische motorgeschiedenis) vernietigen. Marcel van Oirsbeek ontwikkelde in 1929 op basis van de Super Sport van Armand Laguesse zijn 500cc-koningsasser, die zowel snel als betrouwbaar was.

### Legermotoren
Al in 1935 begon Gillet met de ontwikkeling van een militaire motorfiets. Van deze zware tweetakt werden in 1937 een aantal machines door het Belgische leger afgenomen. Aanvankelijk bedroeg de cilinderinhoud 600 cc, maar deze werd op verzoek van het leger vergroot tot 720 cc. Ze waren bedoeld voor zijspangebruik, maar vertoonden te veel kinderziekten, met name oververhitting. De zijspannen werden naar specificaties van het leger gebouwd. Ook het Franse leger bestelde een aantal van deze machines, die echter niet op tijd klaar waren en aldus in handen van de Duitsers vielen… In 1936 was ook een legermachine met 600cc-kopklepmotor ontwikkeld. Deze kon voorzien worden van een Belgian-zijspan, waardoor er een inschakelbare zijspanwielaandrijving mogelijk was. Nadelig voor de stabiliteit was het ontbreken van voorloop bij deze combinatie. In 1938 was de oorlogsdreiging groot genoeg voor de productie van de AB 38 (350cc-zijklepmotor) en de AB 38 (600cc-zijklepmotor). In 1951 nam het Belgische leger weer een aantal Gillets af: de Estafettes, die zowel in 500cc-zijklepversie als in 400cc-kopklepversie geleverd werden.

## Gillet driewielers
Vanaf 1928 bouwde gillet ook driewielers, die men ook als personenwagens kan zien. Eén zo'n auto behaalde een snelheidsrecord in de klasse Cyclecar 500 met een snelheid van 117 km/h.

## Gillet tijdlijn
- 1919: 300cc-eencilindertweetakt met riemaandrijving, ontwikkeld door Fernand Laguesse
- 1920: 750cc-tweecilinderviertakt met MAG-V-twin
- 1921: Jean Kicken wint Grote Prijs van België
- 1922: Cilinderinhoud tweecilinder vergroot naar 1000 cc, Laguesse verbetert tweetakt: 350 cc, kettingaandrijving
- 1926: Wereldreis 25.000 km Robert Sexé en Andrieu, 350cc-model krijgt de naam Tour du Monde, Armand Laguesse komt in dienst en ontwerpt de 500cc-Super Sport
- 1927: Fernand Laguesse ontslagen, ontstaan Géco-Herstal, Super Sport verkrijgbaar als wedstrijdmotor
- 1928-1929: Marcel van Oirsbeek komt in dienst, diverse wereld- en snelheidsrecords met René Milhoux, Marcel Debay en Nino Sbaiz. Vroonen wint de Bol d'Or. Van Oirsbeek ontwikkelt 500 cc met bovenliggende nokkenas en koningsas in drie uitvoeringen.
- 1930: Eerste zijklepmotor voor zijspangebruik (500 cc), ook introductie van een 400cc-zijklepper en een 350cc-kopklepper.
- 1931: Economische crisis: productie van lichte tweetaktmotoren.
- 1932: Introductie van 100cc- en 175cc-tweetakten.
- 1933: Introductie van 125cc-tweetakten, ontwikkeling van militaire 600cc-tweetakttweecilinder.
- 1935: Einde productie 125cc-tweetakt
- 1936: Craet wint Bol d'Or, introductie nieuwe versie 100cc-tweetakt. Ontwikkeling militaire 600cc-viertakt.
- 1940-1945: Productie van bestaande modellen op beperkte schaal.
- 1946: Alle modellen uitgerust met telescoopvork, introductie 250cc-tweetaktmodel "Superconfort", ook leverbaar met viertaktmotor.
- 1949: Introductie nieuwe 400cc-kopklepper en 500cc-zijklepper.
- 1952: Viertaktversie "Superconfort" opgewaardeerd naar 300 cc. Belgische leger koopt model "Estafette" met 500cc-zijklepmotor en 400cc-kopklepmotor.
- 1953: Viertaktversie "Superconfort" opgewaardeerd naar 350 cc. Introductie van nieuwe modellen van 175, 250, 300 en 350 cc.
- 1954: 175cc-model opgewaardeerd naar 200 cc, einde productie 125cc- en 150cc-modellen. Lancering van de Belgica 200cc 2-takt op het Autosalon te Brussel.
- 1955: Samenwerking met FN en Saroléa.
- 1956: Productie van bromfietsen met 50cc-Royal Nord-motor, modellen Légia (175, 200 en 250 cc), Belgica (200 en 250 cc), Belgica Special (500 cc), Milan (250 en 300 cc) en scooters van 125 en 250 cc.
- 1958 Einde van de productie van het merk Gillet
- 1959-1960: Assemblage van Gillet motorfietsen uit restanten bij Saroléa.